# 散打
散打（英語：Sanda），亦稱散手，是两人按照一定的规则，并运用武术中的踢、打、摔等攻防技法制服对方的、徒手对抗的格鬥项目，它是中国武术的重要组成部分。分为古传散手（杀伤力大）、现代散打（限制较多）。古传散手作为散打的最早发展要能对抗单人和兵器或多人的格斗，用头、指、掌、拳、肘、肩、膝、腿、胯、臂等部位攻击，主要的技法为打、踢、拿、跌、摔等其中还有肘膝等技法，在格斗中讲究出其不意，不讲究花法只讲究打赢实用。 现代散打就是常见的以直拳、摆拳、抄拳、鞭拳、鞭腿、蹬腿、踹腿、摔法等技法组成的以踢、打、摔结合的攻防技术。散打这一术语指相对于武术套路而言的倾向和训练方式，即只有单招和组合，见招拆招。
另外早在法国有一种武术名为法國腿術（Savate），这种武术非常相似於散打。

## 规则简介
散打比赛一般采用淘汰制，但也可使用循环制进行比赛。比赛场地为高80厘米，长宽各8米的木台，台中央有直径1.2米的国际武术联合会会徽。台上铺有软垫，台下四周铺有高30厘米，宽2米的保护垫。比赛一般进行3局，采取3局2胜，每局净比赛时间为2分钟，局间休息1分钟，与其他格斗类比赛（柔道、跆拳道、空手道）等类似，在介绍运动员、每局比赛开始、宣布结果和边裁换人时，相应人员都要行礼（抱拳礼），为了保护运动员，运动员必须穿戴包括拳套、护头、护胸、护齿、护裆等在内的完整的护具进行比赛。
比赛中禁止用危险动作攻击对方，具体可参见参考资料中规则。符合规则的击中对方的头部、躯干、大腿等有效部位根据难度分别可以得到1分或2分，而若违反规则则根据严重程度判对方得1分或2分，具体得分规则可以参考参考资料中规则。

## 胜负判定

### 优势胜利
- 若一场比赛中双方实力悬殊，裁判可判定为技术强者为胜（TV-技术优胜）
- 被侵人犯规之外的重击倒地不起10秒判定对方胜（KO-10秒优勝）
- 被侵人犯规之外的重击强制读秒达3次，判对方为该场胜方（FC-强制读秒）
- 一局比赛中，双方运动员得分相差达12分时，判得分多者为该场胜方。

### 体重分级
- （一）   48公斤级
- （二）   52公斤级
- （三）   56公斤级
- （四）   60公斤级
- （五）   65公斤级
- （六）   70公斤级
- （七）   75公斤级
- （八）   80公斤级
- （九）   85公斤级
- （十）   90公斤级
- （十一） 90公斤级以上级

### 每局胜负
（一）优势胜利
1. 在比赛中，双方实力悬殊，台上裁判员征得裁判长的同意，判技术强者为该场胜方。
2. 被重击（侵人犯规除外）倒地不起达10秒，或虽能站立但知觉失常，判对方为该场胜方。
3. 一场比赛中，被重击强制读秒（侵人犯规除外）达3次，判对方为该场胜方。
4. 比赛中，运动员出现伤病，经医生鉴定不能继续比赛者，判对方为该场胜方。

（二）得2分
1. 一方倒地（两脚以外任何部位接触台面），站立者得2分。
2. 一方下台,对方得 2 分。
3. 用腿法击中对方头部，躯干部位。
4. 被强制读秒一次，对方得2分。
5. 受警告一次，对方得2分。
6. 用主动倒地的动作致使对方倒地，而自己顺势站立者，得 2 分。

（三）得1分
1. 用拳法击中对方得分部位（得分部位：头部、躯干、大腿、小腿）。
2. 用腿法击中对方大腿和小腿。
3. 运动员消极8秒，被指定进攻后，5秒钟内仍不进攻，对方得1分。
4. 主动倒地超过3秒钟不起立，对方得1分。
5. 受劝告一次，对方得1分。
6. 先后倒地，后倒地者得 1 分。

（四）不得分
1. 方法不清楚，效果不明显。
2. 双方倒地或下台。
3. 双方互打互踢。
4. 用方法主动倒地，对方不得分。
5. 抱缠时击中对方。

- 被侵人犯规之外的重击强制读秒达2次，判对方为该局胜方
- 一方2次下台，判对方位该局胜方
- 得分多者为胜方
- 若得分相等，按以下次序判断：
  - 受警告次数少方为胜
  - 受劝告次数少方为胜
  - 当天体重轻者为胜
  - 若仍无法判断，则判为平局

### 每场胜负
- 先胜两局者为胜
- 运动员因伤不能比赛时，判对方为胜（DI-因伤弃权）
- 因一方犯规，另一方诈伤，判犯规一方为胜
- 因对方犯规而受伤不能继续比赛时，判胜，但不能参加其后比赛。
- 若获胜局数相同
  - 循环赛中，判为双方战平
  - 淘汰赛中，依下列次数判断：
    - 受警告次数少方为胜
    - 受劝告次数少方为胜
    - 若仍无法判断，则加赛1局。

## 名次判断
- 淘汰赛直接产生名次
- 循环赛按以下顺序判断：
  - 负局少者列前
  - 受警告次数少者列前
  - 受劝告次数少者列前
  - 抽签时体重轻者列前
  - 若仍无法判断，则名次并列

## 發展歷史
1927年國民政府時期，中央國術館籌備成立，1928年中央國術館舉辦第一次武術國考上，大多數傳統武術門派的挑戰者幾無上排名，最優等第一名為上海的朱國福(自幼習形意拳，但在上海又隨洋人教习學習拳擊)，爾後朱國福被中央國術館聘為教員，最後升任教務主任，朱國福並利用拳擊的英文"Boxing"音譯確立了「搏擊」這項名詞，之後的一段時間裡，中央國術館為了散手的發展作了不少事，例如：1930年在日本召開的第九屆遠東運動會，本屆運動會設立了拳擊項目，中央國術館派出館員到運動會去現場觀摩，運動會結束後還繼續留在日本三個月學習柔道和劍道，當時的中央國術館審處處長唐豪考察回來後，認為日本柔道的地面技相當精妙，於是建議把地面技也納入中央國術館的教學課程當中，與此同時，中央國術館還從上海聘請了外籍的拳擊教練，對學員進行拳擊教學，由當時的課表可發現，學員的課程相當全面，有搏擊(拳擊)、器械、拳術、摔跤等等，除了各種格鬥技外，學員們還需學習體育常識、急救法、生理及解剖，這些屬於現代運動科學範疇的知識，最重要的，學員每週都會有一次「對手練習」，也就是現在所說的「實戰對抗」。這種實戰對抗，完全拋棄了傳統武術所謂的「點到為止」，每次對抗都是拳拳到肉，經常有學員在對手練習中受傷，這種情況雖然被當時的傳統武術學習者抨擊，但中央國術館教師及學員堅持下仍精進格鬥技術，並結合拳擊、摔跤、柔道等格鬥術，創造出一門有自己特點的格鬥術，當時叫做「散手」，從當時流傳至今個學員練習的照片來看，當時的訓練方式已經和各種搏擊運動員的訓練方式很像了，但由於後續發生對日抗戰及國共內戰，這段散手的發展史便暫時停滯。
到1979年中國改革開放，1978年國家體委會決定修訂體育學院的本科教程時，武術課程編寫成員組組長張文廣和成員溫敬銘等人就提出，在中央國術館時期已經初見雛型的散手也是武術的技擊項目，建議應該把這部分內容編寫進武術教材，張文廣及溫敬銘兩位在1936年都曾以中央國術館學員的身分作為國術表演隊的一員。張文廣教授把想把散手加入武術教材的想法給國家體委匯報之後，當時國家體委副主委黃中批示可行，於是在當年版的體育學院武術教材中就加入散手的內容，至1979年3月，國家體委會將武漢體院、北京體院、浙江體委作為三個武術散手的試點單位，並且成立了武術散手調研組，開始研究如何制定散打訓練體系、比賽規則及推廣方式等等，於當年張文廣教授編寫出中國第一本散打相關公開教材「散手拳法」，之後於1979年的南寧武術觀摩賽上，浙江散打隊又進行了散打比賽的演示，這時期的散打仍有地面技(寢技)。在經過多次的武術觀摩賽後，在1980年10月，國家體委制定了武術散手競賽規則的徵求意見稿，後下發到各省體工隊及體育學院徵求各方意見。1981年，開辦了粵港搏擊表演賽，張山帶河北散打隊教練，到廣東錄製比賽影片作為研究材料，並且和香港自由搏擊隊的負責人探討了自由搏擊的規則，作為散打規則的參考，隨後的幾年內，國家體委及各地方體育局多次擂台賽與觀摩賽，進行散手的切磋，也包括多次與香港自由搏擊界的交流，在上述的實戰交流中，散打慢慢的完善和改進，散打最初的護具也是從香港引進並且改進的，最後在1984年，國家體委審定了「散手比賽暫行規則」，各地舉辦的散打比賽都以這暫行規則作為準繩，該規則頒布後，緊接著最大型的比賽為1986年四川省舉行的首屆蓉城武術擂台賽，參加本次比賽的運動員都是來自於武警總隊及成都體院，全部都經歷過專業的散手訓練；本次選手使用的武術套路(選手自由研習非散手技巧)，在隨後舉辦的多次散打比賽中，通過實戰的檢驗發現效果不佳，之後各散打隊減少使用武術套路變為趨勢，透過上述多年的交流切磋，散打逐漸完善。1989年國家體委正式批准散打作為正式項目，進入1993年的全運會，因為進入了全運會，各省各市的散打隊也紛紛建立起來，散打進入了蓬勃發展期，經過武術家和運動員們的努力，散打終於成為了一個正式的對抗體育競技項目。